# Sfida sul fondo
Sfida sul fondo è un film del 1976, diretto da Melchiade Coletti.